# Patrick Nora
Patrick Nora (Curitibanos, 16 maggio 1979) è un ex giocatore di calcio a 5 brasiliano naturalizzato italiano.

## Carriera

### Club
Centrale difensivo mancino dotato di un notevole fiuto del gol, fin dalla giovane età dimostra talentuoso, debuttando nei campionati professionistici brasiliani ad appena 16 anni. Due anni più tardi si trasferisce al Jaraguá, mentre nel 2001 passa all'Atlântico.
Arrivato in Italia, gioca la stagione 2003-04 nelle file della BNL Ciampino, mentre l'anno successivo passa al Reggio Calcio a 5 dove si trattiene per un biennio. Alcuni mesi dall'inizio della stagione 2006-07 viene acquistato dalla Luparense; nella squadra padovana si consacra come uno dei giocatori italiani più affidabili in circolazione sia in ambito difensivo che in quello offensivo. Nonostante i lupi vincano due scudetti, una Coppa Italia e una Supercoppa italiana, nel finale della seconda stagione il giocatore ha alcuni screzi con il presidente Zarattini che lo convincono a rimanere in patria al termine dei Mondiali in Brasile. Contattato da Massimo Bello proprio durante la rassegna iridata, nell'agosto del 2008 il giocatore si convince ad accettare la corte della Marca Trevigiana, dove rimarrà per cinque stagioni e mezza, vincendo una Coppa Italia, due scudetti e altrettante supercoppe italiane. A causa delle difficoltà economiche della società, nel dicembre 2013 fa ritorno alla Luparense insieme a Edgar Bertoni, Ercolessi, Follador oltre ai giovani Caverzan e Morassi. Il giocatore fu fortemente voluto da Zarattini stesso, nonostante alcune resistenze dell'area tecnica. L'innesto dei giocatori castellani nello scacchiere di Colini rilancia le quotazioni della squadra che, dopo aver chiuso la stagione regolare solamente quarta, nei play-off sbaraglia le avversarie laureandosi campione d'Italia. Lo scudetto del 2014 rappresenta sia per la società, sia per Nora stesso il quinto titolo, che permette a entrambi (nonché al capitano Honorio) di eguagliare il record di trofei vinti nel campionato italiano. Nella stagione 2015-16 il giocatore si trasferisce all'Asti con cui vince nuovamente lo scudetto, diventando temporaneamente il giocatore più titolato nella storia della Serie A. Divenuto per l'ennesima volta campione d'italia, con l'Asti non iscritto al campionato 2016-17 per contrasti con la Federazione, decide a fine giugno di accasarsi al Kaos, dove ritrova il suo ex mister Julio Fernández. Nell'autunno 2017 diventa un nuovo giocatore del Porto San Giorgio. Il 4 gennaio 2019 torna in Italia firmando con il Maritime Augusta. 

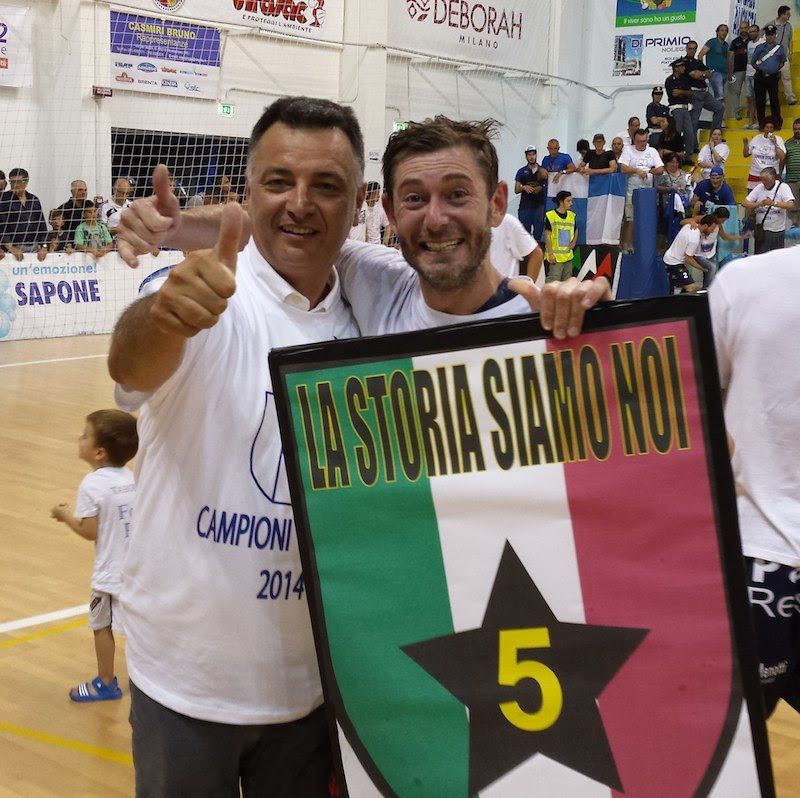
Nora e il presidente Zarattini festeggiano lo scudetto 2014 che rappresenta il quinto sia per il giocatore sia per la Luparense

### Nazionale
In possesso della doppia cittadinanza in virtù dei natali bellunesi dei propri bisnonni, già nella sua prima stagione in Italia viene convocato dalla nazionale italiana. Stimato da Nuccorini, con la maglia azzurra prende parte al Grand Prix 2006 ma non al campionato europeo 2007 a causa di un infortunio al retto femorale della gamba destra. L'anno seguente è tra i convocati alla Coppa del Mondo ospitata dal Brasile, nel quale l'Italia chiude al terzo posto; nella manifestazione Nora mette a segno 4 reti. Inizialmente utilizzato anche da Menichelli, dopo il deludente Europeo 2010 esce dal gruppo azzurro.

## Palmarès

### Competizioni nazionali
- Campionato italiano: 6
Luparense: 2006-07, 2007-08, 2013-14
Marca: 2010-11, 2012-13
Asti: 2015-16
- Coppa Italia: 2
Luparense: 2007-08
Marca: 2009-10
- Supercoppa italiana: 3
Luparense: 2007
Marca: 2010, 2011
- Campionato di Serie B: 1
Tenax: 2017-18 (girone D)